# Little Boots
Victoria Christina Hesketh (ur. 4 maja 1984 w Blackpool w Anglii) − angielska piosenkarka electropopowa, znana pod pseudonimem artystycznym Little Boots. Także multiinstrumentalistka − gra na instrumentach klawiszowych, pianinie, stylofonie oraz japońskim urządzeniu elektronicznym o nazwie tenori-on.
Początkowo była członkinią indiepopowego zespołu Dead Disco. Po wydaniu dwóch singli, Hesketh odeszła z grupy i z powodu własnych wizji artystycznych rozpoczęła karierę solową. W czerwcu 2009 r. światło dzienne ujrzał debiutancki studyjny album artystki zatytułowany Hands, który przykuł uwagę mediów i zebrał pozytywne recenzje krytyków muzycznych. Pochodzące z niego single − „New in Town” i „Remedy” − w Wielkiej Brytanii stały się przebojami. Drugi album Little Boots, Nocturnes, miał premierę w maju 2013. 10 lipca 2015 światową premierę miał trzeci krążek Angielki, Working Girl.

## Dyskografia

### EP
- Arecibo (2008)
- Little Boots (2009)
- iTunes Live from London (2009)
- Illuminations (2009)

### Albumy studyjne
- Hands (2009)
- Nocturnes (2013)
- Working Girl (2015)